# Luis Silba
Luis Alberto Silba (Rosario, provincia de Santa Fe, Argentina; 5 de febrero de 1990) es un futbolista argentino. Juega de delantero y su equipo actual es Gimnasia y Esgrima de Mendoza de la Primera Nacional de Argentina.

## Trayectoria
Surgido de las inferiores de Belgrano. Fue goleador de la Copa Argentina 2018 con 5 tantos.

## Estadísticas
| Rampla Juniors · Uruguay    | 1.ª           | 2009-10       | 2   | 0   | —  | —  | 2   | 0   | 0.00 |
| Rampla Juniors · Uruguay    | 1.ª           | 2010-11       | 2   | 0   | —  | —  | 2   | 0   | 0.00 |
| Rampla Juniors · Uruguay    | Total club    | Total club    | 4   | 0   | 0  | 0  | 4   | 0   | 0.00 |
| Central Norte (S) Argentina | 3.ª           | 2010-11       | 6   | 0   | —  | —  | 6   | 0   | 0.00 |
| Central Norte (S) Argentina | Total club    | Total club    | 6   | 0   | 0  | 0  | 6   | 0   | 0.00 |
| Unión (S) Argentina         | 3.ª           | 2011-12       | 25  | 6   | —  | —  | 25  | 6   | 0.24 |
| Unión (S) Argentina         | Total club    | Total club    | 25  | 6   | 0  | 0  | 25  | 6   | 0.24 |
| San Martín (T) Argentina    | 3.ª           | 2012-13       | 13  | 3   | 1  | 2  | 14  | 5   | 0.36 |
| San Martín (T) Argentina    | 3.ª           | 2013-14       | 25  | 9   | 1  | 1  | 26  | 10  | 0.38 |
| San Martín (T) Argentina    | Total club    | Total club    | 38  | 12  | 2  | 3  | 40  | 15  | 0.37 |
| Guaraní A. Franco Argentina | 2.ª           | 2014          | 11  | 1   | —  | —  | 11  | 1   | 0.09 |
| Guaraní A. Franco Argentina | Total club    | Total club    | 11  | 1   | 0  | 0  | 11  | 1   | 0.09 |
| Tristán Suárez Argentina    | 3.ª           | 2015          | 18  | 2   | 2  | 0  | 20  | 2   | 0.10 |
| Tristán Suárez Argentina    | Total club    | Total club    | 18  | 2   | 2  | 0  | 20  | 2   | 0.10 |
| San Jorge (T) Argentina     | 3.ª           | 2016          | 12  | 5   | —  | —  | 12  | 5   | 0.42 |
| San Jorge (T) Argentina     | 3.ª           | 2016-17       | 10  | 4   | —  | —  | 10  | 4   | 0.40 |
| San Jorge (T) Argentina     | Total club    | Total club    | 22  | 9   | 0  | 0  | 22  | 9   | 0.41 |
| Gimnasia y Tiro Argentina   | 3.ª           | 2016-17       | 12  | 4   | —  | —  | 12  | 4   | 0.33 |
| Gimnasia y Tiro Argentina   | Total club    | Total club    | 12  | 4   | 0  | 0  | 12  | 4   | 0.33 |
| Sarmiento (R) Argentina     | 3.ª           | 2017-18       | 28  | 16  | 7  | 5  | 35  | 21  | 0.60 |
| Sarmiento (R) Argentina     | 3.ª           | 2018-19       | 23  | 12  | 3  | 3  | 26  | 15  | 0.58 |
| Sarmiento (R) Argentina     | 3.ª           | 2019-20       | 11  | 3   | —  | —  | 11  | 3   | 0.27 |
| Sarmiento (R) Argentina     | 3.ª           | 2021          | 24  | 12  | —  | —  | 24  | 12  | 0.50 |
| Sarmiento (R) Argentina     | Total club    | Total club    | 86  | 43  | 10 | 8  | 96  | 51  | 0.53 |
| Deportes Iquique · Chile    | 1.ª           | 2019          | 6   | 0   | —  | —  | 6   | 0   | 0.00 |
| Deportes Iquique · Chile    | Total club    | Total club    | 6   | 0   | 0  | 0  | 6   | 0   | 0.00 |
| Estudiantes (RC) Argentina  | 2.ª           | 2022          | 36  | 14  | —  | —  | 36  | 14  | 0.39 |
| Estudiantes (RC) Argentina  | 2.ª           | 2023          | 36  | 9   | 2  | 0  | 38  | 9   | 0.24 |
| Estudiantes (RC) Argentina  | Total club    | Total club    | 72  | 23  | 2  | 0  | 74  | 23  | 0.31 |
| Gimnasia (M) Argentina      | 2.ª           | 2024          | 43  | 12  | 2  | 1  | 45  | 13  | 0.29 |
| Gimnasia (M) Argentina      | Total club    | Total club    | 43  | 12  | 2  | 1  | 45  | 13  | 0.29 |
| Total carrera               | Total carrera | Total carrera | 343 | 112 | 18 | 12 | 361 | 124 | 0.34 |
| 1. 2.                       |               |               |     |     |    |    |     |     |      |

### Tripletes
| 1 | 7 de junio de 2021  | Estadio Manuel Núñez, Concepción del Uruguay | Gimnasia y Esgrima (CdU) - Sarmiento (R) |  | 2 - 4 | Torneo Federal A 2021 |
| 2 | 10 de julio de 2022 | Estadio Antonio Candini, Río Cuarto          | Estudiantes (RC) - Gimnasia de Jujuy     |  | 3 - 1 | Primera Nacional 2022 |

## Palmarés

### Distinciónes individuales
| Distinción                                     | Año  |
| ---------------------------------------------- | ---- |
| Máximo goleador de la Copa Argentina (5 goles) | 2018 |